# Palawanosorex muscorum
Palawanosorex muscorum — вид комахоїдних ссавців родини мідицевих (Soricidae). Описаний у 2018 році.

## Поширення
Ендемік філіппінського острова Палаван. Виявлений лише на схилах гори Манталінганхан на висотах від 1550 до 1950 над рівнем моря.

## Опис
Тіло завдовжки 8,4-9,9 см, хвіст — 5,3-6,8 см. Вага 16-24 г.